# Bretxa Peyta
La Bretxa Peyta, o de Peyta, és una collada que es troba en límit dels termes municipals de la Vall de Boí (Alta Ribagorça) i de Naut Aran (Vall d'Aran), situada en el límit del Parc Nacional d'Aigüestortes i Estany de Sant Maurici i la seva zona perifèrica.
El coll està situat a 2.765,5 metres d'altitud, en la cresta de la Serra de Tumeneia, entre el Besiberri Nord (OSO) i la Punta d'Harlé (ENE), comunica la nord-occidental vall de Valarties amb la sud-oriental Capçalera de Caldes.
Entre el 1960 i el 1990, en aquest mateix indret, a la seva vessant sud, va estar ubicat el Refugi de la Bretxa Peyta o l'històric Refugi de Bessiberri que atès el seu mal estat va ser desmuntat i retirat pels guardes del Parc.

## Rutes
Dues són les rutes més habituals per arribar al coll:
- des del Refugi de la Restanca via Lac de Mar i Estanh Gelat dera Aubaga.
- des del Pletiu de Riumalo, pel Barranc de Malavesina i l'Estany de Malavesina.

Des de la bretxa es pot iniciar l'ascens al Besiberri Nord, o anar a trobar el Pas de Trescazes per atacar el Besiberri del Mig.